# Hornisse
Die Hornisse oder Europäische Hornisse (Vespa crabro) ist eine Art aus der Familie der Faltenwespen (Vespidae).

## Merkmale

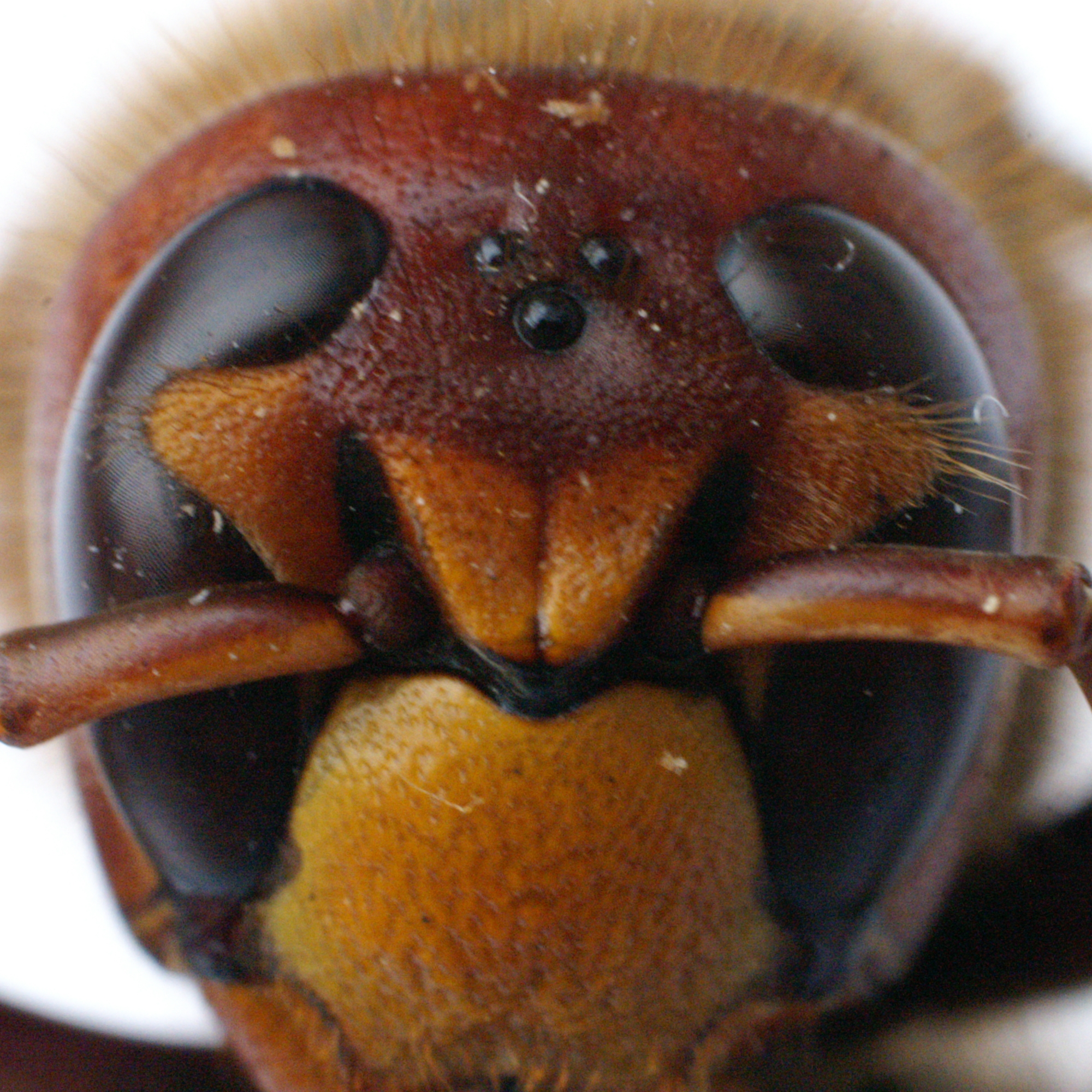
Bestimmungsmerkmale: Der Abstand der Ocellen von den Facettenaugen ist kleiner als zum Kopfhinterrand, der Clypeus ist rein gelb gefärbt.

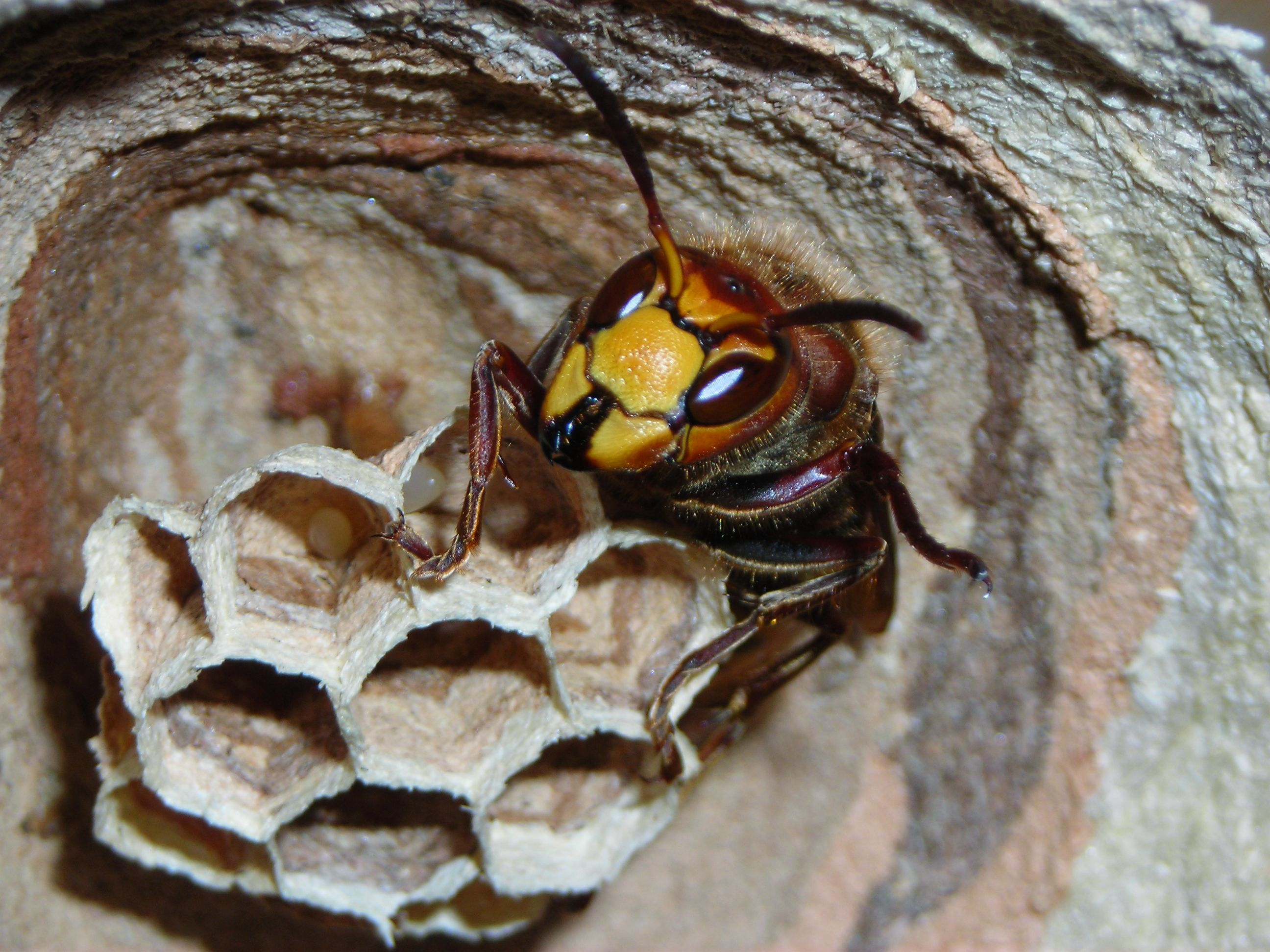
Hornissenkönigin, noch ohne Volk, beim Gründen eines neuen Nestes mit ersten Eiern

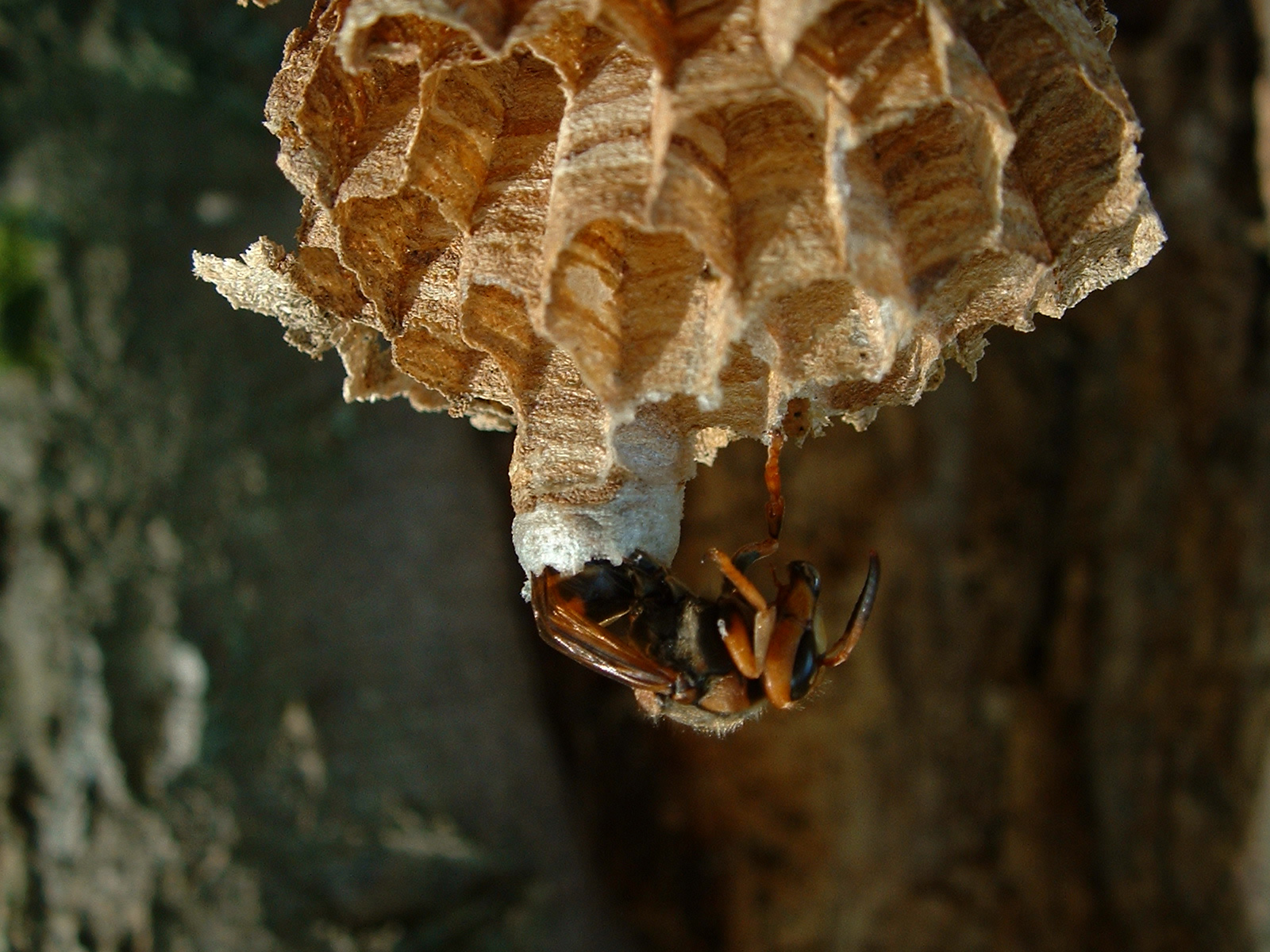
Schlüpfende Hornisse

Die Hornisse ist die größte in Mitteleuropa lebende Faltenwespe. Die Körpergröße der Königin beträgt von 23 bis zu 35 Millimeter, die der Arbeiterinnen 18 bis 25 Millimeter und die der Drohnen 21 bis 28 Millimeter. Als Hornissenart ist sie erkennbar an der Gestalt des Kopfes: Bei Ansicht von oben ist der hintere Abschnitt des Kopfes hinter den Komplexaugen zu den Seiten hin stark erweitert, dadurch sind die Ocellen weiter vom Kopfhinterrand entfernt als von den Komplexaugen; ihr Abstand ist mehr als doppelt so groß.
Ein weiteres Merkmal zeigt sich in der Aderung der Vorderflügel: Hier mündet die erste Ader (die Radialschaltader Rs) in die parallel zum Flügelrand verlaufende Längsader (vereinigter Radius und Subcosta) weit vor dem Pterostigma oder Flügelmal in diese ein. Bei den anderen Gattungen mündet sie dicht benachbart, weniger als zweimal die Länge des Flügelmals.
Meist ist die Hornisse aber bereits an der charakteristischen Färbung gut erkennbar. Kopf und Rumpfabschnitt sind schwarz, meist mit ausgedehnter roter oder braunroter Zeichnung, der Rumpfabschnitt trägt keine gelben Zeichnungselemente. Der erste Tergit des freien Hinterleibs ist nur bei dieser Art dreifarbig: der vordere Abschnitt ist rot, dahinter sitzt ein mehr oder weniger breiter dunkler Fleck, der Endabschnitt ist gelb gefärbt. Der restliche Hinterleib trägt, wie bei vielen Wespenarten, eine schwarze Zeichnung unterschiedlicher Form und Ausdehnung auf gelbem Grund. Bei Ansicht des Kopfes von vorn ist der Kopfschild (Clypeus) rein gelb gefärbt, die schwarze Zeichnung der meisten anderen sozialen Faltenwespen fehlt.

## Färbungsvarianten

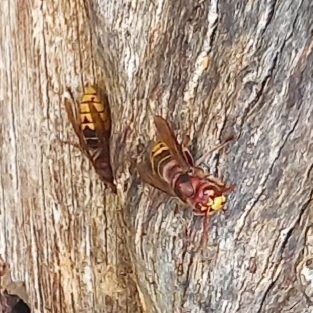

In ihrem großen Verbreitungsgebiet besitzt die Hornisse einige Varianten der Färbung und Zeichnung. Diese treten teilweise regional gehäuft auf und sind von früheren Taxonomen vielfach als Unterarten beschrieben worden. Dies erscheint heute nicht mehr gerechtfertigt. Inzwischen ist bekannt, dass diese nicht nur durch breite Übergänge miteinander verbunden sind, sondern teilweise sogar Individuen mit für verschiedene „Unterarten“ typischer Zeichnung im selben Nest vorkommen können. Sie gelten heute überwiegend als Varietäten ohne taxonomischen Wert. Typisch für Mitteleuropa sind Tiere mit zwei v-förmig angeordneten roten Längsstreifen oben auf dem mittleren Rumpfabschnitt und rot gefärbter Stirn, als var. germana bezeichnet. Vor allem im nördlichen Europa überwiegen Tiere mit rein schwarzem Mesonotum und verdunkelter bis schwarzer Stirn, als var. crabro bezeichnet. In England leben teilweise Hornissen mit überwiegend gelb gefärbtem Kopf, die var. vexator. Vor allem aus Ostasien ist eine Reihe weiterer Farbvarietäten beschrieben worden.

Farbvariationen von Vespa crabro im Vergleich
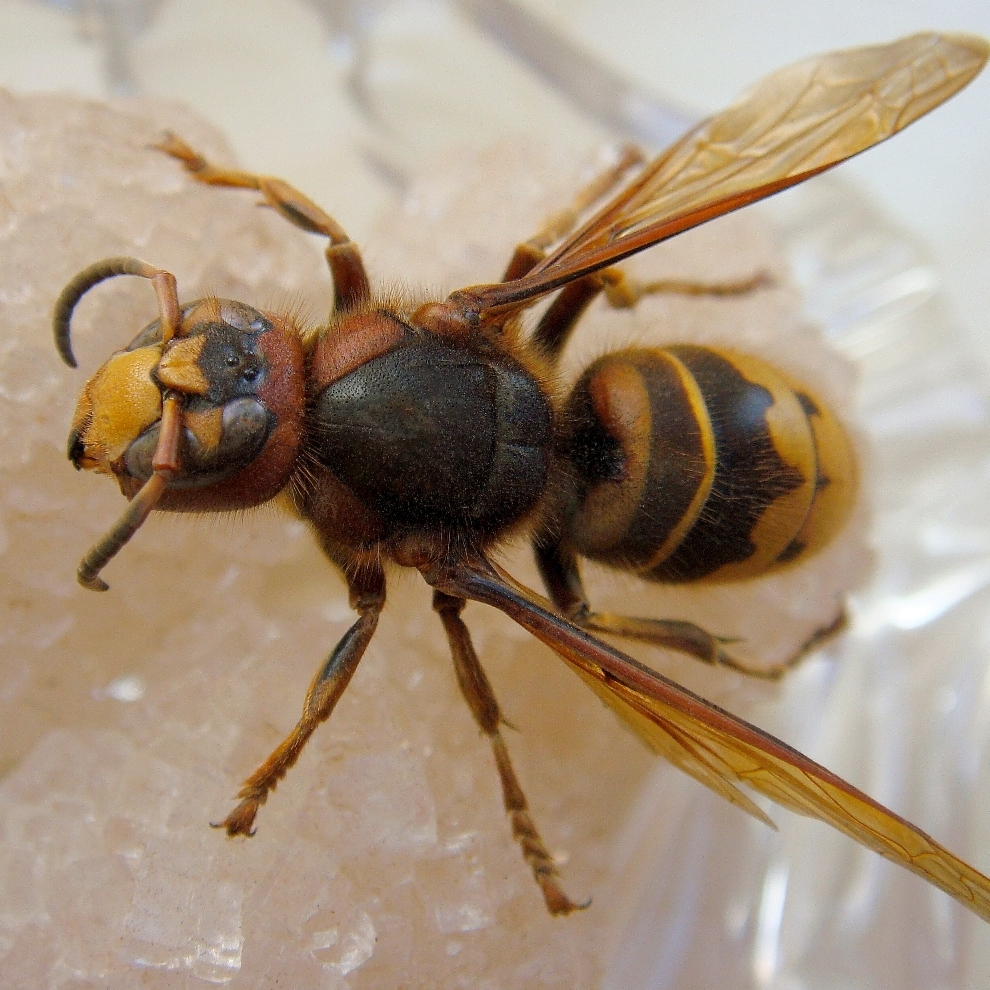
V. c. var. crabro (Nordeuropa)
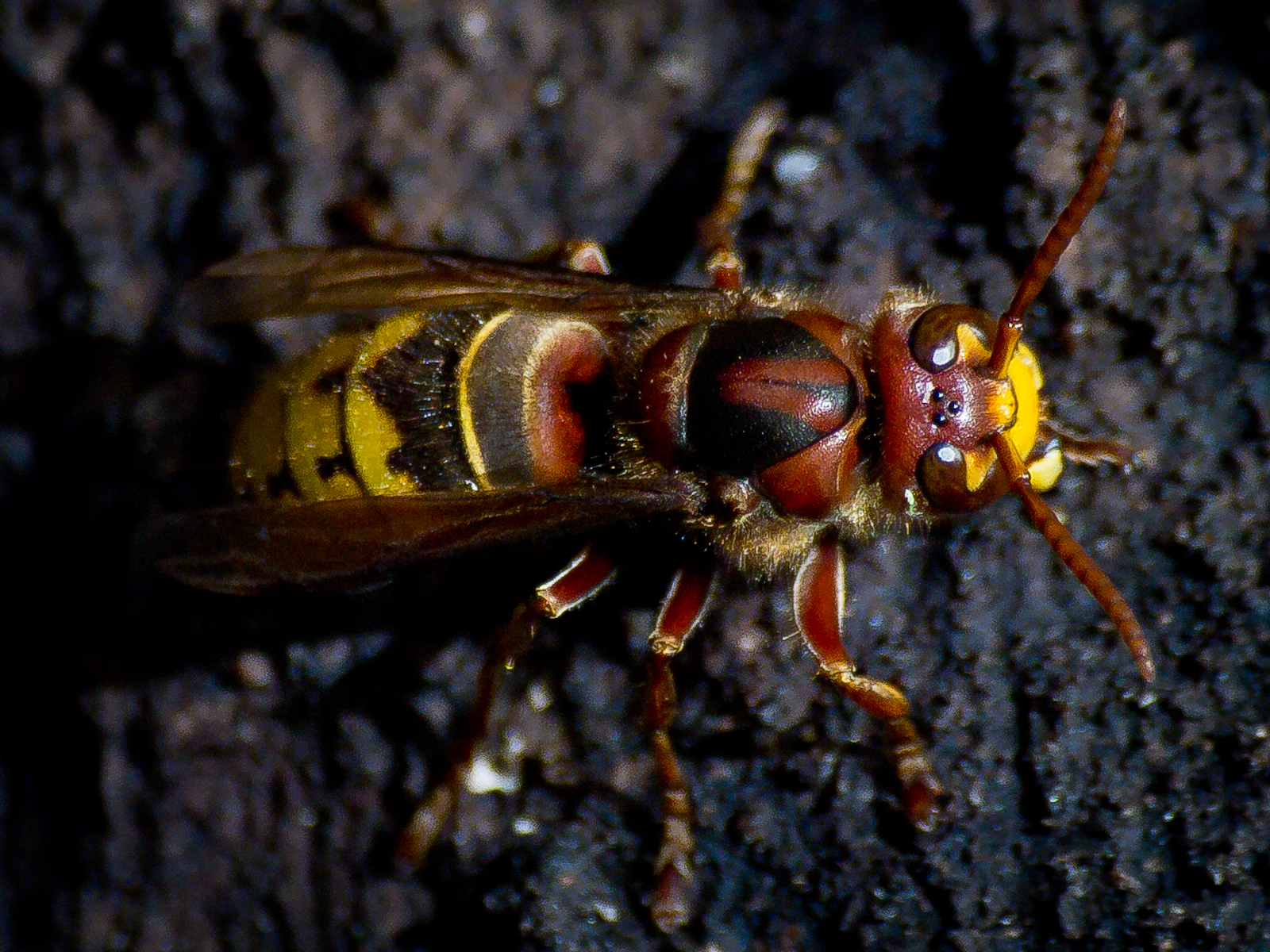
V. c. var. germana (Europa)
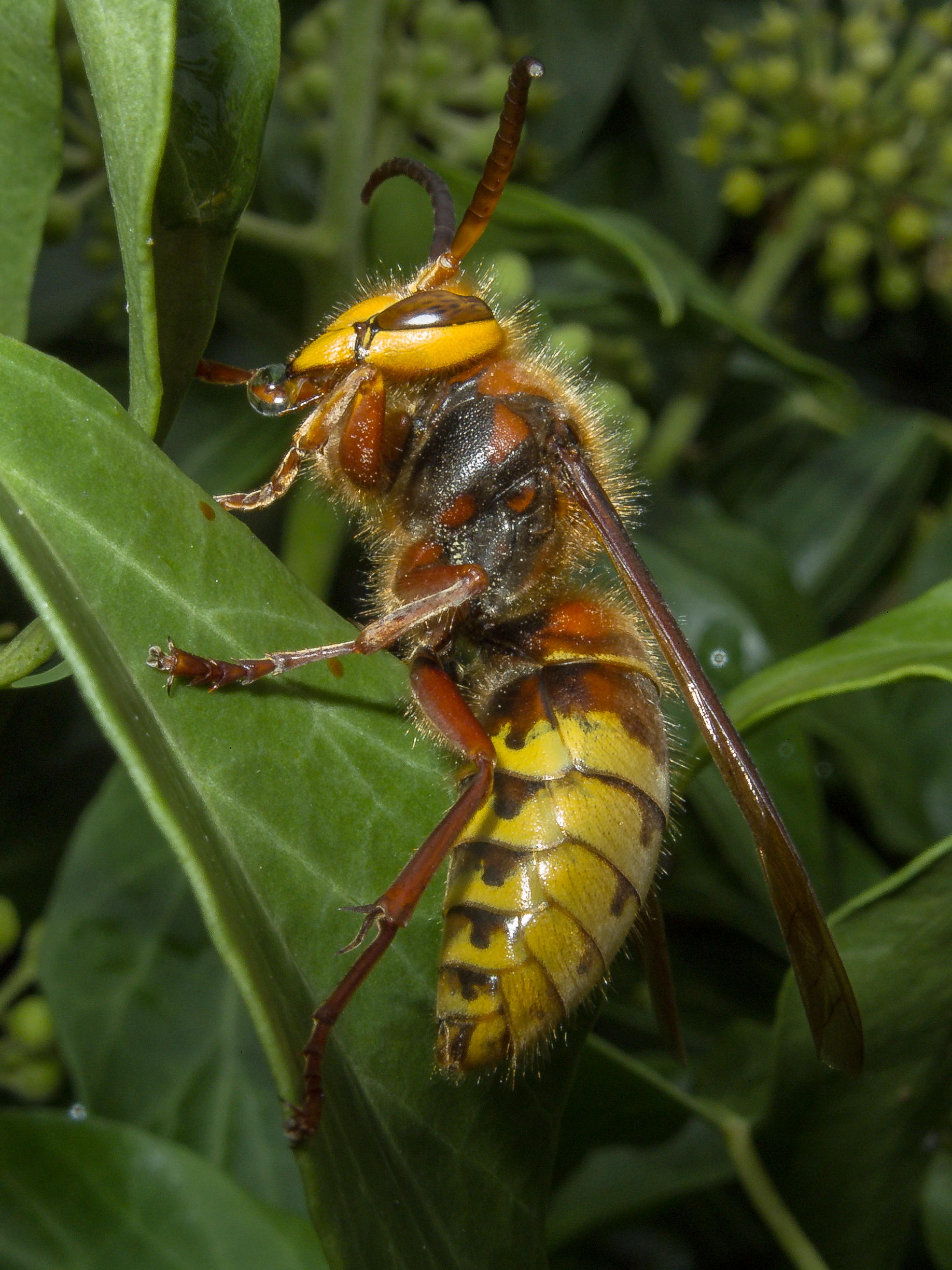
V. c. var. vexator (England)
V. c. var. flavofasciata (Japan)

## Verwechslungsmöglichkeiten
Die Königin der Mittleren Wespe (Dolichovespula media) kann für eine Hornissenarbeiterin gehalten werden. Sie ist unterscheidbar an der Färbung des Tergits (der Rückenplatte) des ersten freien Hinterleibssegments, das bei ihr ausschließlich schwarz und gelb gezeichnet ist, ohne rote oder rotbraune Anteile, außerdem trägt der Kopfschild in der Mitte eine schwarze Längszeichnung. Die anderen Hornissenarten Europas (der Gattung Vespa) sind an der Zeichnung des Hinterleibs unterscheidbar. Die in Südeuropa verbreitete, meist insgesamt heller gefärbte Orientalische Hornisse ist nur auf dem dritten und vierten Tergit des Hinterleibs gelb gezeichnet. Die aus Ostasien neu eingeschleppte Asiatische Hornisse besitzt einen überwiegend schwarzen Hinterleib mit einer breiten gelben Binde nur auf dem vierten Tergit, außerdem ist ihr Rumpfabschnitt schwarz, immer ohne rote oder braune Anteile.
Aber auch ganz andere Insektenarten wie beispielsweise die Hornissenschwärmer, einige Arten der Keulhornblattwespen oder die Hornissenschwebfliege haben im Laufe ihrer Entwicklungsgeschichte Ähnlichkeit mit Hornissen gewonnen. Man deutet dies als Mimikry, die solche mutmaßlichen Nachahmer besser vor Fressfeinden schützt.

## Verbreitung
Die Hornisse besiedelt ein Areal, das im Vergleich zu anderen Arten der Gattung weiter nach Westen und weiter nach Norden reicht, womit sie die einzige natürlicherweise in Nord- und Mitteleuropa verbreitete Art der Gattung Vespa ist. Insgesamt umfasst ihr Besiedlungsbereich große Teile der gemäßigten (temperaten) Paläarktis, vom Atlantik im Westen bis nach Sachalin, Korea und Japan im Osten. Im Süden erreicht sie die Mittelmeerregion, fehlt hier aber lokal in den wärmsten, südlichen Abschnitten. Sie kommt in großen Teilen Südosteuropas, so auf der Peloponnes, gemeinsam (sympatrisch) mit der Orientalischen Hornisse vor. Aus Nordafrika (Algerien) gibt es nur eine alte, zweifelhafte Angabe. In Ostasien ist sie in China viel weiter nach Süden hin verbreitet. In Mittelasien erreicht ihr Vorkommen den nördlichen Iran, wo sie aber nur ganz im Norden, in der Region direkt am Kaspischen Meer vorkommt. In Nordeuropa erreicht die Hornisse Süd-Schweden (bis zum Limes norrlandicus) und den äußersten Süden von Norwegen und Finnland, wo ihre Bestände rückläufig sind. In Finnland sind ihre Vorkommen auf Vorstöße in besonders warmen Sommern beschränkt; der letzte Nachweis stammt von 1973.
In Deutschland galt die Art jahrzehntelang als selten und rückläufig und wurde daher lange Zeit in den Roten Listen aufgeführt. Die Bestände konzentrierten sich, wie zum Beispiel in Ostdeutschland, in Ballungsräumen. Die höheren Lagen der Mittelgebirge wurden gemieden. Etwa seit Ende der 1970er Jahre wird die Art in Deutschland wieder häufiger und ist nun fast flächendeckend verbreitet und lokal häufig. Die Gründe sowohl für den früheren Rückgang wie auch für die jetzige Bestandserholung sind nicht bekannt. Nach seien Klimaänderungen, zurückgehende Anwendung von Umweltgiften (DDT) und die nicht mehr erlaubte systematische Bekämpfung als mögliche Ursachen zu vermuten, nicht jedoch eine Änderung des Lebensraumes. Die gleiche Quelle nennt die Art jedoch einen Kulturfolger.
Nach Nordamerika wurde die Hornisse als Neozoon vom Menschen etwa 1840 bis 1860 eingeschleppt. Sie war dort lange Zeit die einzige Hornissenart (die sogenannte „bald faced hornet“ Dolichovespula maculata gehört in eine andere Gattung), inzwischen wurden aber weitere Arten eingeschleppt. Sie lebt hier im Osten des Kontinents, westlich etwa bis zum Mississippi und Ohio-Tal, und erreicht im Norden Ontario und Quebec. Sie breitet sich weiter aus. So wurde im Jahr 2005 der Süden Guatemalas erreicht.

## Lebenszyklus und Lebensweise

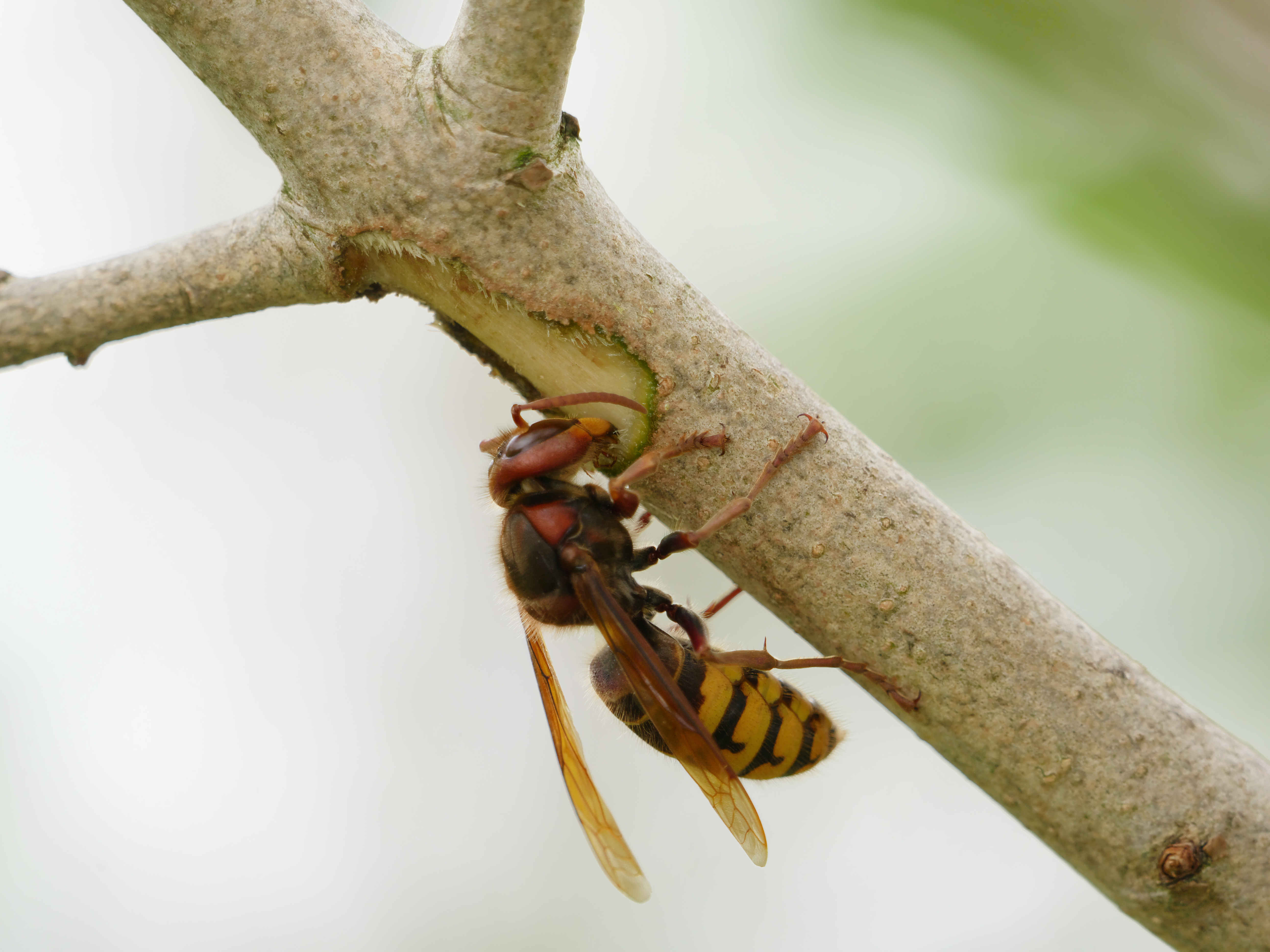
Hornisse bei der Aufnahme von Baumsaft an der Rinde eines jungen Fliederzweigs nagend

Bei der Hornisse überwintern ausschließlich weibliche Geschlechtstiere, die künftigen Königinnen. Neben begatteten Königinnen, die im darauf folgenden Jahr ein neues Nest begründen können, überwintert auch ein Teil unbegatteter Geschlechtstiere. Diese können keine Nester gründen. Überwinterungsort sind meist Spalten oder selbst ausgenagte Hohlräume in totem Holz, wenige Tiere überwintern in unterirdischen Hohlräumen. Hornissen überwintern einzeln, selten kommt es zu Ansammlungen weniger Tiere im selben Holzstück. Die Dauer der Überwinterungsperiode erreicht je nach Lokalklima und Wetter sechs bis acht Monate.

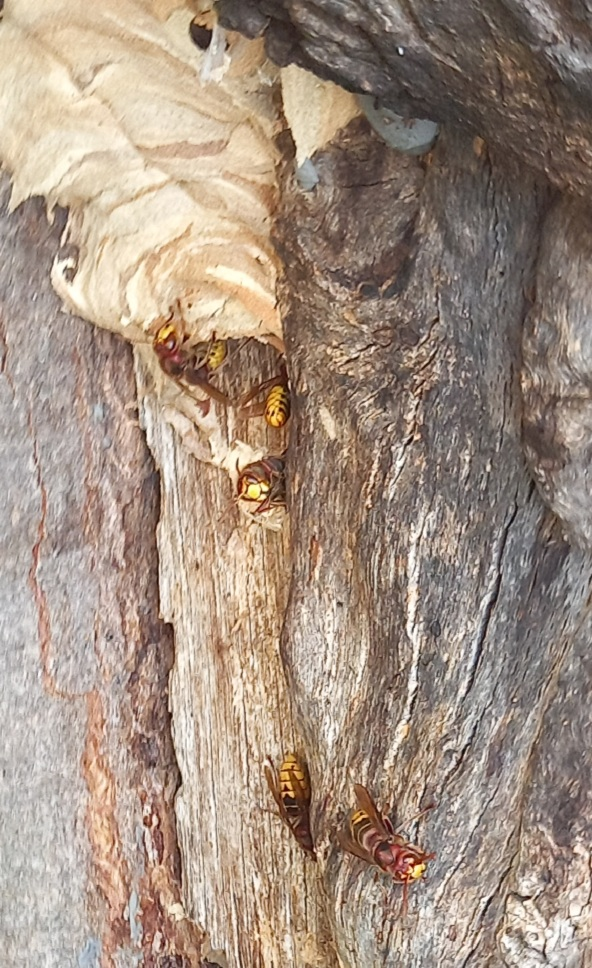
Hornissen vor Nesteingang an einer natürlichen Baumhöhle

Die Aktivität der jungen Königinnen beginnt im fortgeschrittenen Frühjahr, in Mitteleuropa meist im April, in England erst Mitte Mai. Sie verlassen dann das Winterquartier und suchen einen Ort zur Nestgründung. Hornissen bevorzugen als Neststandorte regengeschützte, dunkle Hohlräume wie Baumhöhlen. Sie nehmen aber auch künstliche Plätze, zum Beispiel Vogelnistkästen, Dachböden oder Geräteschuppen, an. Oft nisten Hornissen mehrere Jahre in Folge in derselben Baumhöhle, dabei legen sie aber jedes Jahr ein neues Nest an, alte Nester werden nicht wiederverwendet. Die Königin beginnt allein mit dem Nestbau, indem sie aus zerkauten Holzfasern in einer nach unten hängenden Wabe Zellen formt, die sie meist unmittelbar nach Fertigstellung mit einem Ei belegt. Bevorzugt wird dabei weiches Totholz, welches durch Braun- oder Weißfäule leichter bearbeitbar geworden ist. Das Nest ist dadurch oft rotbraun bis orange gezont. Die Nestgründerin schafft pro Tag durchschnittlich etwa 1,6 Zellen. Bis zum Schlupf der ersten Arbeiterinnen belegt sie so etwa 40 Brutzellen. Aus dem Ei schlüpft nach ca. 12 bis 18 Tagen eine Larve aus. Diese durchläuft fünf Larvenstadien und verpuppt sich anschließend. Die Entwicklungszeit vom Ablegen des Eis bis zum Ausfliegen der Arbeiterin beträgt bei der Hornisse etwa 30 bis 50 Tage.

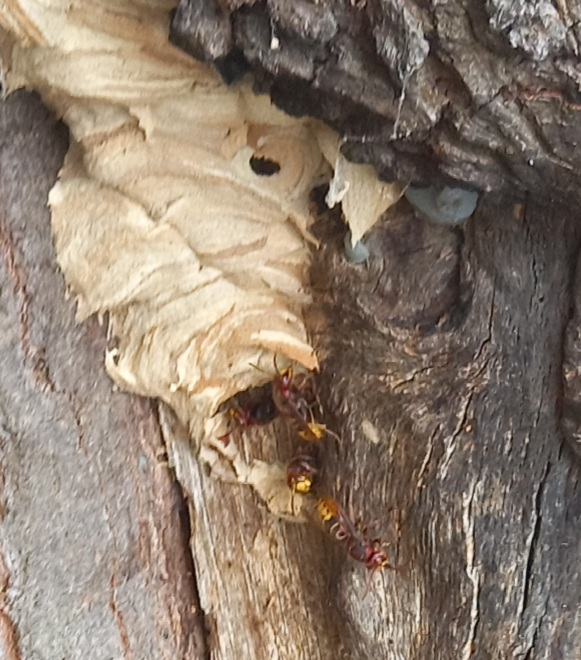
3 Hornissen vor Nesteingang

Dementsprechend sind die ersten Arbeiterinnen nicht vor Juni zu sehen. Die Larven werden von der Königin, später dann von den neu geschlüpften Arbeiterinnen gefüttert. Als Nahrung dient ausschließlich tierisches Material, im Normalfall erbeutete Insekten und andere Arthropoden. Da sie gelegentlich auch Bienen jagen, sind sie bei Imkern unbeliebt. Für die eigene Ernährung nutzen Hornissen-Imagines zuckerhaltige Säfte und Flüssigkeiten, besonders gern Baumsäfte an Rindenverletzungen, die sie entsprechend kontinuierlich erweitern, wie es insbesondere an etwa fingerdicken Zweigen von Eschen und Flieder – beide sind Ölbaumgewächse – zu beobachten ist. Nur sehr selten besuchen sie Blüten. Allerdings patrouillieren sie oft über gut besuchte Blütengruppen hinweg, um dort Blütenbesucher zu erjagen für die Versorgung der Brut. Neben der Fütterung der Larven und der Königin füttern sich Arbeiterinnen auch gegenseitig und teilen so das Nahrungsangebot (Trophallaxis).
Nach dem Schlupf der Arbeiterinnen fliegt die Königin bald nicht mehr aus und beteiligt sich nicht mehr an der Versorgung der Brut. Sie wird von den Arbeiterinnen miternährt und beschränkt sich aufs Eierlegen. Allerdings sind die Verluste in der Königinnenphase sehr hoch, so dass nur wenige Nester groß werden. Die Arbeiterinnen legen bald unter der von der Königin selbst begonnenen ersten Wabe neue, immer horizontal ausgerichtete Wabenteller an, die durch mehrere Stiele (Tragsäulen) oder bandförmige Tragbrücken miteinander verbunden sind. Das Nest kann im ausgewachsenen Stadium oft sechs solcher Wabenteller enthalten; im Maximalfall wurden 15 gezählt. Es erreicht dann 60 Zentimeter Länge. Das ganze Nest wird von einer isolierenden, mehr oder weniger dicken Hülle umgeben, die aus demselben Material wie die Zellen besteht. Die Nesthülle besteht aus luftgefüllten Taschen, die Isolation wird durch die darin eingeschlossene unbewegte Luft bewirkt. In Hornissennestern bleibt, ungewöhnlich für Faltenwespen, die Hülle allerdings (in Europa, nicht in Japan) oft unvollständig und nach unten hin geöffnet, so dass die Waben teilweise offen liegen. Zusätzlich zur Nesthülle verschließen die Tiere manchmal teilweise den Hohlraum, in dem das Nest liegt, durch eine Schutzwand. Steigt die Nesttemperatur dennoch zu stark an (optimal sind 26 °C), kühlen sie durch Luftzug (Flügelschlag), außerdem tragen die Arbeiterinnen zur Kühlung Wasser ein. Ein Hornissennest erreicht bis Juli kaum 100 Zellen, kann dann aber, mit zahlreicheren Arbeiterinnen, rasch auf etwa 600 Zellen im September anwachsen. Zum Ende der Lebensdauer erreicht es die maximale Größe mit durchschnittlich etwa 1400 (England) bis 1900 Zellen (Japan). Sehr große Nester gehen darüber hinaus, im Maximalfall wurden in Deutschland bis 2800, in Japan bis mehr als 4500 Zellen gezählt. Durch die beschränkte Lebensdauer der Arbeiterinnen ist die Zahl der gleichzeitig im Nest lebenden Tiere aber weitaus geringer, auch zum Höhepunkt ihrer Zahl, im September, sind es im Durchschnitt weniger als 200. Die Lebensdauer einer Arbeiterin ist dabei sehr begrenzt, sie überleben im Durchschnitt etwa 20, auch in günstigen Fällen kaum jemals mehr als 40 Tage. Hornissen können mit ihrem Volk umziehen, wenn ihnen der Hohlraum, in dem sich das Nest befindet – beispielsweise ein Vogelnistkasten – zu eng wird. Man nennt diesen Vorgang Filialbildung.
Etwa ab August beginnt das Volk, neben Arbeiterinnen auch neue Geschlechtstiere heranzuziehen. Diese werden in größeren Zellen gezogen, wobei sich aber ein gewisser Prozentsatz der Weibchen auch der größeren Zellen zu Arbeiterinnen entwickelt, ein Teil der Männchen in normal großen Zellen. Daher kann die Zahl der Geschlechtstiere nicht anhand der großen Zellen abgezählt werden. Das Verhältnis von Weibchen (Jungköniginnen) zu Männchen (Drohnen) beträgt etwa ein zu zwei Drittel. Ein erfolgreiches Volk produziert im Laufe seines Lebens etwa 200 Jungköniginnen. Die Jungköniginnen werden noch im Herbst von den Drohnen begattet, die anschließend, bis etwa Ende Oktober, absterben. Etwa um diese Zeit, meist aber merklich früher, endet auch die Lebenszeit der alten Königin und der letzten Arbeiterinnen, und damit der Nester.

## Untermieter der Hornisse

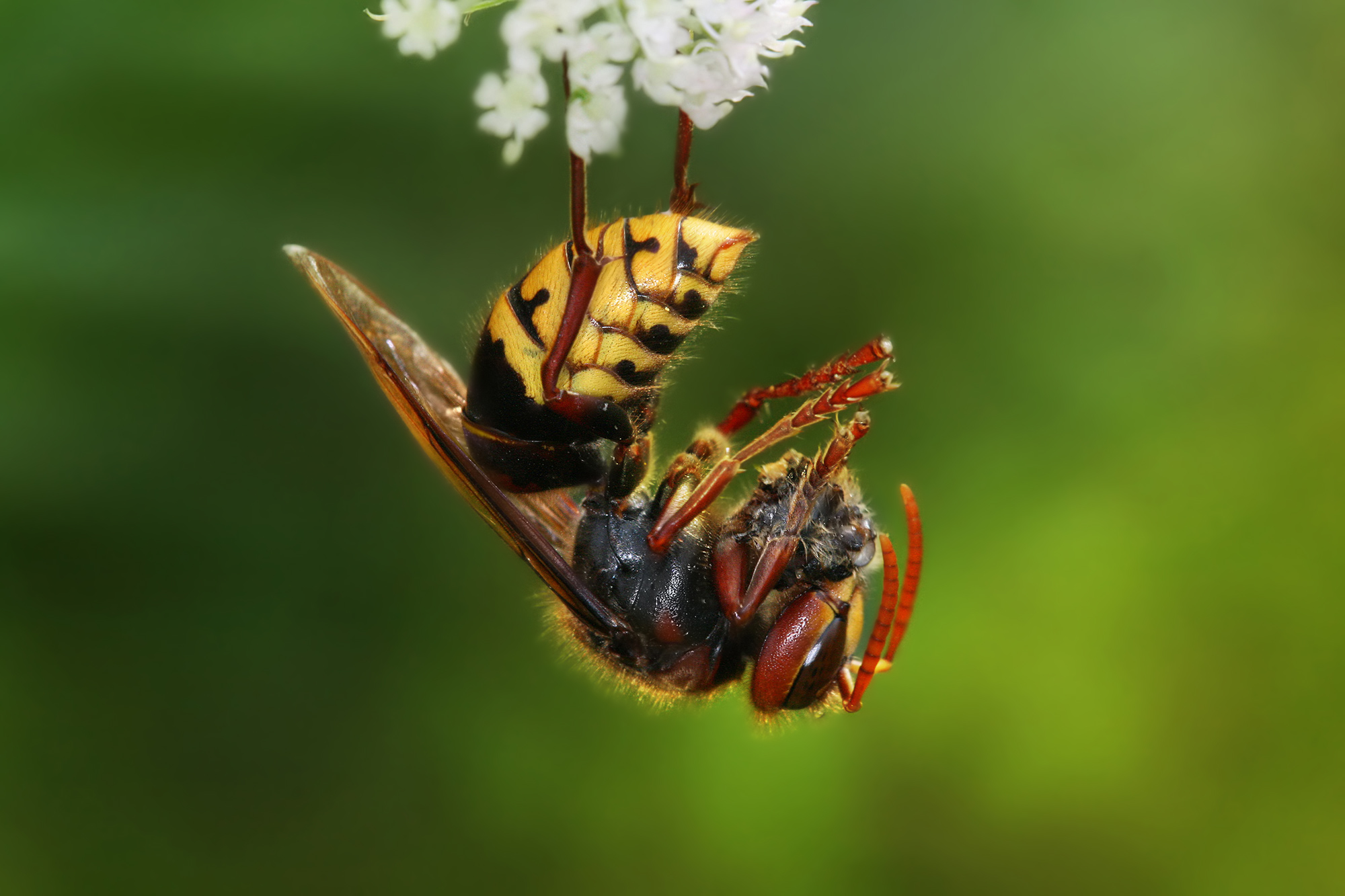
Vespa crabro germana beim Kneten einer Beute

Der Hornissenkäfer (Quedius dilatatus) – oder besser auch Hornissenkurzflügelkäfer genannt – lebt in allen Entwicklungsstadien in den Abfällen unter dem Hornissennest. Er ernährt sich von den Futterresten der Hornissen, aber auch von toten Hornissen und Fliegenlarven. Er ist also ein Kommensale bei Hornissen. Auch ein anderer Kurzflügelkäfer, Quedius brevicornis, lebt als Kommensale in Hornissennestern, der bei Gelegenheit aber auch Brut frisst und damit zum Parasiten werden kann.
Während es in Europa keine Kuckuckswespen der Hornisse gibt, ist eine Art aus Ostasien, Vespa dybowskii, zusätzlich zur unabhängigen Nestgründung in der Lage, in junge Hornissennester (von Vespa crabro und Vespa simillima) einzudringen, deren Königin zu verdrängen und die schlüpfenden Arbeiterinnen dann für sich und den eigenen Nachwuchs auszunutzen. In einigen Regionen werden fast die Hälfte der Nester von Vespa dybowskii übernommen. Vespa dybowskii ist dabei nahe verwandt zu Vespa crabro, möglicherweise ihre Schwesterart.

## Feinde
Aufgrund ihrer Größe hat die Hornisse in der Insektenwelt keine direkten Feinde. Dagegen können bei zu hoher Besiedlungsdichte konkurrierende Völker sich gegenseitig schädigen. Auch Vögel gehören zu den Feinden der Hornissen, die aber das Volk selbst nicht direkt bedrohen, sondern nur Einzeltiere erbeuten können. Auch die als Bruträuber aktiven Raupen der Hummelnestmotte können insbesondere bereits geschwächte Hornissenvölker irreversibel schädigen, sodass das Volk zugrunde geht.

## Hornisse und Mensch

### Gefahr und Stiche

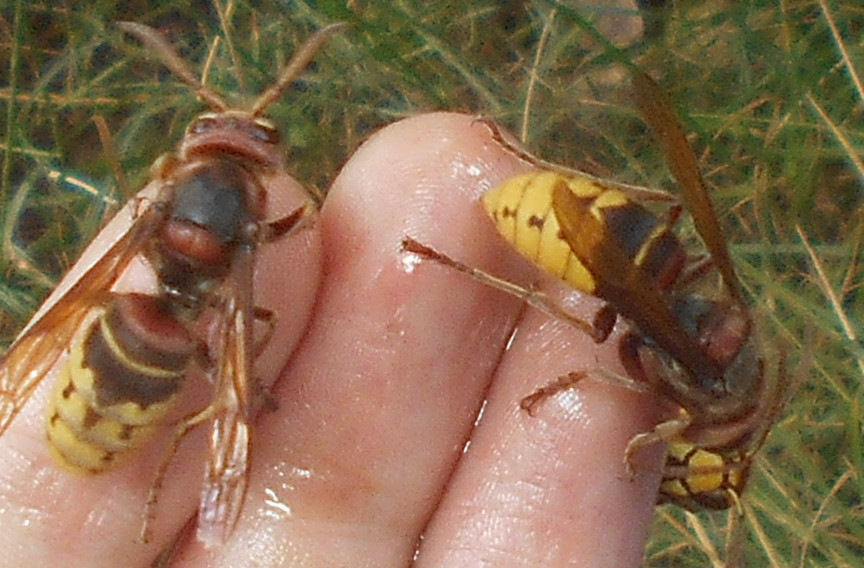
Hornissen sind friedfertig und lassen sich füttern

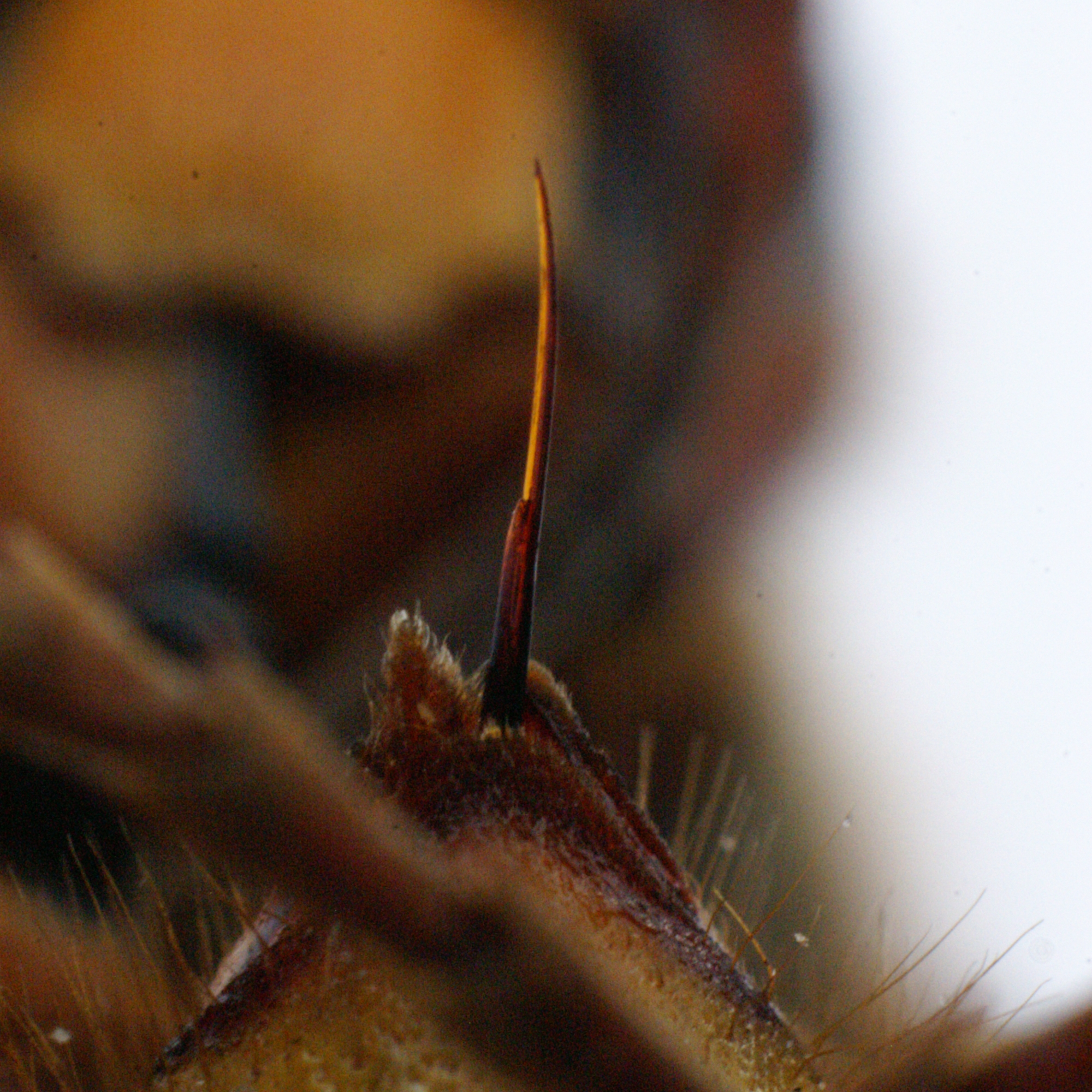
Hornissenstachel

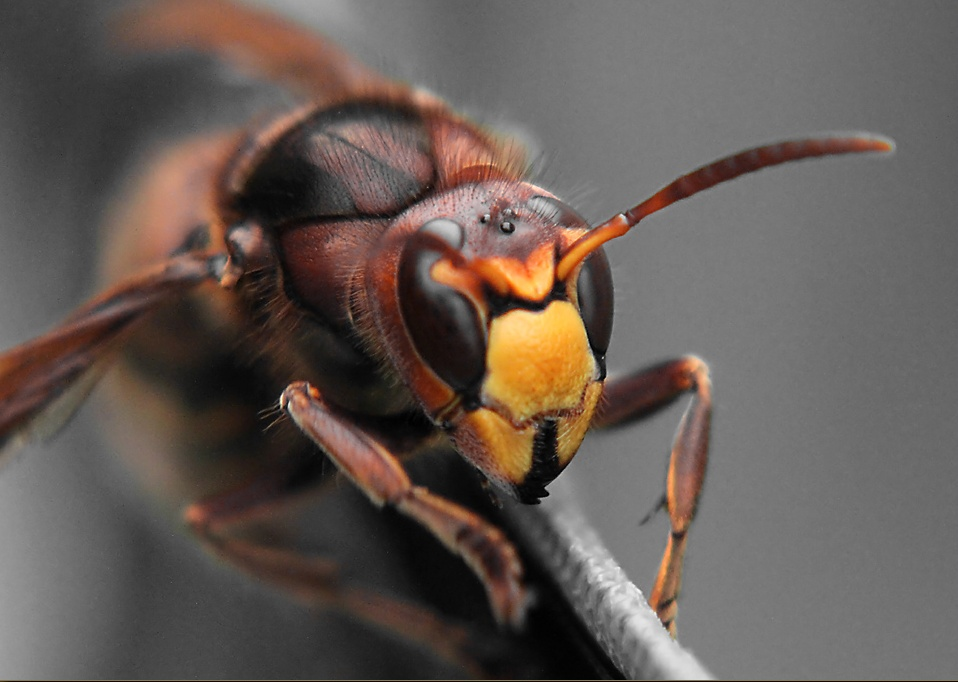
Hornisse mit gut sichtbaren Ocellen

Die Hornisse kann durchaus ein wehrhaftes Tier sein, wenn es darum geht, ihr Nest zu verteidigen. Die Gefährdung für Menschen und deren Haustiere wird in aller Regel jedoch übertrieben – sie ist wesentlich geringer, als es im Volksmund verbreitet wird. Der Spruch „7 Stiche töten ein Pferd, 3 Stiche einen Menschen“ stimmt nicht. Aufgrund der extremen Seltenheit von massiven Hornissenangriffen auf Menschen lässt sich eine realistische Zahl kaum angeben; bei den weitaus gefährlicheren Vespa orientalis und Vespa affinis werden Todesfälle (bei Nicht-Allergikern) ab etwa 300 Stichen berichtet. Die abgegebene Giftdosis ist bei Faltenwespen bei einem Stich in Menschen und andere Säuger geringer als bei der Honigbiene, da der Bienen-Stechapparat aufgrund von Widerhaken in deren Haut verbleibt und selbsttätig weiterarbeitet. Die genaue abgegebene Giftmenge bei Vespa crabro ist aber bisher noch nicht gemessen worden. Die Giftwirkung wurde als LD50 bei Labormäusen bei etwa 8,7 bis 10,9 Milligramm pro Kilogramm Körpergewicht bestimmt; dieser Wert liegt weitaus höher (d. h. eine größere Menge ist erforderlich, um Lebensgefahr bewirken zu können; das Gift ist somit schwächer) als derjenige der meisten anderen Hornissenarten und der Honigbiene. Im Unterschied zum Gift anderer Wespen- und Bienenarten ist jedoch im Hornissengift Acetylcholin enthalten, das eine schmerzverstärkende Wirkung entfaltet.
Auf der Schmerzskala des amerikanischen Entomologen Justin Orvel Schmidt (Schmidt Sting Pain Index) wird der Hornissenstich mit 2,0 und damit gleich dem Stich der gewöhnlichen Wespen (Vespa) und der Honigbiene angegeben. Im Gegensatz zu Wespen, die oft gezielt Menschen anfliegen und in ungünstigen Situationen auch unprovoziert stechen können, sind Hornissenstiche selten; sie treten beinahe ausschließlich bei unvorsichtiger Annäherung an das Nest auf.
Weitaus gefährlicher als die normale Stichwirkung ist aber gegebenenfalls eine allergische Reaktion. Diese kann durch die Hornisse, wie durch andere Wespenarten, im Normalfall über eine IgE-Reaktion ausgelöst werden. Obwohl das Gift der verschiedenen Arten spezifisch verschieden ist, wurden im Gift der Hornisse im Wesentlichen dieselben Allergene nachgewiesen wie im Wespengift, während Bienengift dazu recht unterschiedlich zusammengesetzt ist. Es kommt bei Allergikern daher fast immer zu einer Kreuzreaktion, das heißt, Menschen, die gegen Wespenstiche allergisch reagieren, reagieren ebenso bei Hornissenstichen und umgekehrt, während Kreuzreaktionen bei Bienen-Allergikern seltener sind. Neben der lebensbedrohlichen systemischen Anaphylaxie, die auch bei nur einem Stich akut lebensgefährlich ist, kommt es in einigen Fällen zu einer verstärkten lokalen Reaktion, die über die üblichen Folgen (rote Stichquaddel von bis zu 10 Zentimeter Durchmesser) hinausgeht; eine solche Schwellung kann dann einige Tage anhalten. Die Anzahl der Allergiker gegen Hornissengift in der Bevölkerung ist nicht bekannt. Analog zu den anderen Arten wird als Faustformel von etwa einem Prozent der Kinder und drei Prozent der Erwachsenen ausgegangen.

### Artenschutz
Die Hornisse ist in Deutschland eine nach der Bundesartenschutzverordnung besonders geschützte Art. In Österreich ist sie hingegen nur in der Steiermark und in Oberösterreich geschützt.

### Umgang mit fliegenden Hornissen

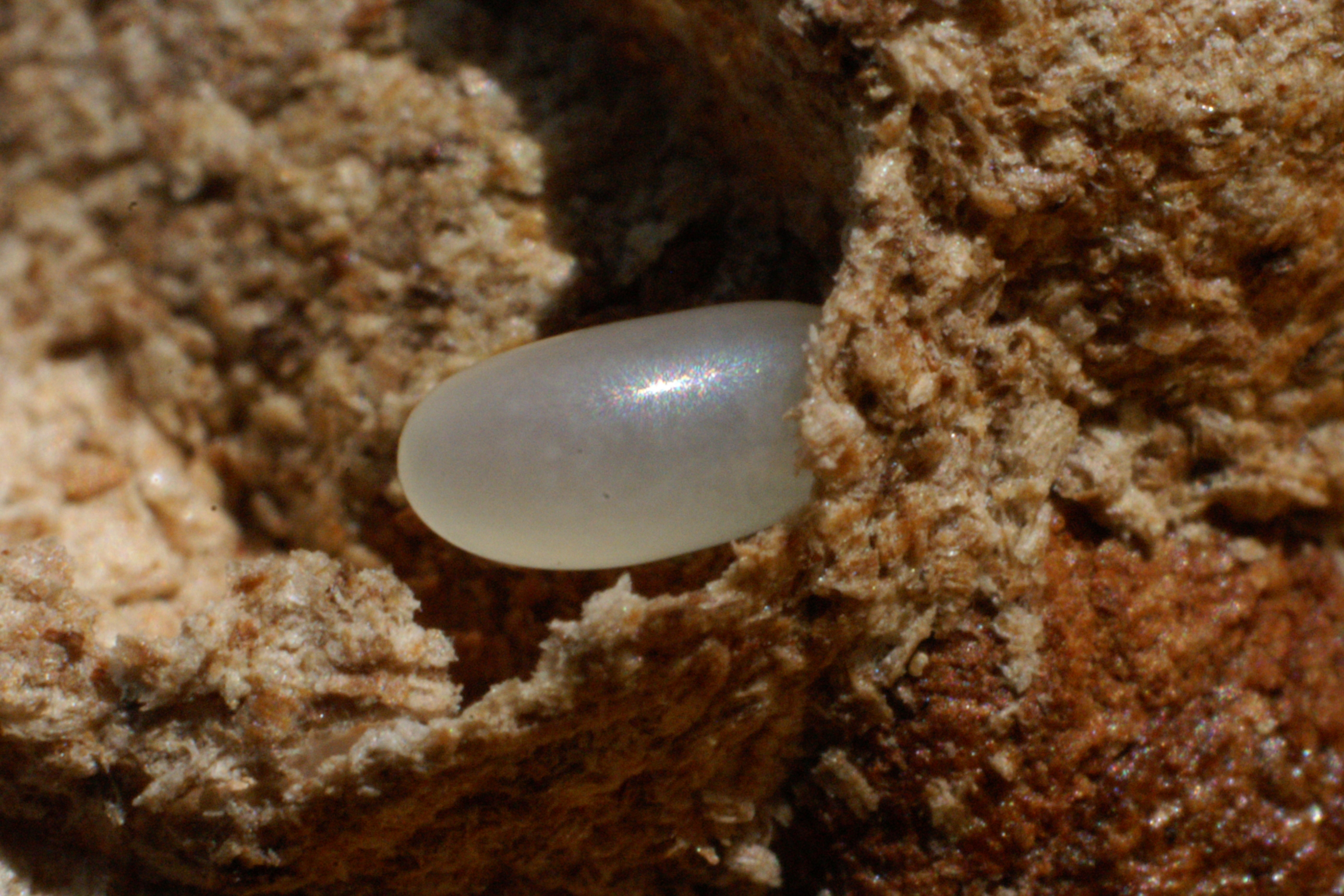
Hornissenei

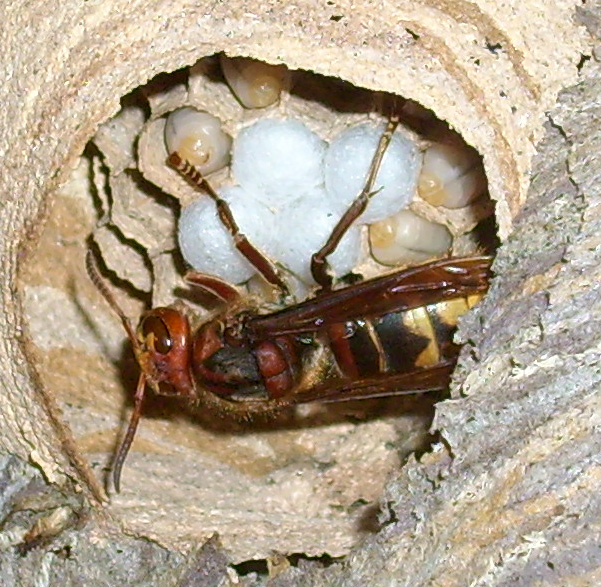
Hornissenkönigin bei der Brutpflege

Jagende oder sammelnde Hornissen, die sich nicht in der direkten Umgebung ihres Nestes befinden, stechen nur, wenn sie gequetscht werden. Sonst versuchen sie zu fliehen.
Hornissen fressen nicht an Süßspeisen, daher kommt man mit ihnen am Kaffeetisch nicht so leicht in Konflikt wie mit anderen Wespenarten. Sie machen dort jedoch gelegentlich Jagd auf andere Insekten, wie beispielsweise die Deutsche Wespe und die Gemeine Wespe, die dort mit Fressen beschäftigt und so für sie leichte Beute sind. Die Hornissen stören anschließend nicht, sondern fliegen meist mit ihrer Beute an einen ruhigeren Ort, zerlegen sie und bringen sie in ihr Nest. Man kann sie daher als natürliche Feinde der am Kaffeetisch als lästig empfundenen Wespen und Fliegen tolerieren.

### Umgang mit Hornissennestern
Hornissen verteidigen ihr Nest. Der Verteidigungsradius schwankt je nach Volk in der Regel zwischen zwei und sechs Metern. Werden die Tiere häufig gestört, erweitert sich dieser Radius. Innerhalb dieses Bereiches sollte man hektische Bewegungen und Erschütterungen wie Rasenmähen vermeiden. Außerdem werden Hornissen durch Anatmen oder Anpusten zum Stechen gereizt.
Hornissennester sind an der Unterseite offen. Die Tiere lassen ihren Kot einfach aus dieser Öffnung fallen. Da ein großes Volk etwa ein Pfund Insekten pro Tag frisst, kann der Kot unterhalb des Nestes Bauschäden verursachen. Als Gegenmaßnahme kann man ein großes Gefäß mit saugfähigem Material unterstellen.
Da Hornissen unter Artenschutz stehen, dürfen bewohnte Nester in der Bundesrepublik Deutschland und einigen Bundesländern Österreichs nicht vernichtet werden. Soll ein Volk aber dennoch entfernt werden, kann es meist von geschulten Personen umgesiedelt werden. Dazu ist eine Ausnahmegenehmigung erforderlich. Auskunft erteilt die Gemeinde- oder Kreisverwaltung. Durch Anbringen spezieller Nistkästen in siedlungsfernen Naturzonen wird in Deutschland versucht, das jeweilige Gebiet durch Schaffung künstlichen Nistraums für Hornissen attraktiver oder überhaupt besiedelbar zu machen. Der bekannteste und vom Ergebnis her am besten besiedelte Nistkastentyp ist der so genannte „Mündener Hornissenkasten“.

## Verwendung
Die Larven und Puppen werden in China und Japan gegessen.